# Kadi
Kadi là một thành phố và khu đô thị của quận Mahesana thuộc bang Gujarat, Ấn Độ.

## Địa lý
Kadi có vị trí 23°18′B 72°20′Đ / 23,3°B 72,33°Đ Nó có độ cao trung bình là 56 mét (183 feet).

## Nhân khẩu
Theo điều tra dân số năm 2001 của Ấn Độ, Kadi có dân số 56.241 người. Phái nam chiếm 53% tổng số dân và phái nữ chiếm 47%. Kadi có tỷ lệ 74% biết đọc biết viết, cao hơn tỷ lệ trung bình toàn quốc là 59,5%: tỷ lệ cho phái nam là 79%, và tỷ lệ cho phái nữ là 68%. Tại Kadi, 12% dân số nhỏ hơn 6 tuổi.